# Verband der Akademischen Sport-Verbindungen
Der Verband der Akademischen Sport-Verbindungen (VASpV) war ein Dachverband studentischer Korporationen zur Zeit der Weimarer Republik.
Er sah sich als „Zusammenschluss von Korporationen zur Förderung und Ausbreitung des Sportes an deutschen Hochschulen, sowie zur gegenseitigen Unterstützung der zugehörigen Korporationen in ihren Korporationsinteressen.“ Im Gegensatz zum Godesberger Verband der Sportschaften an Deutschen Hochschulen, der sonst ähnliche Zielsetzungen verfolgte, untersagte der Verband der Akademischen Sport-Verbindungen seinen Mitgliedern das Tragen von Couleur und lehnte das Schlagen von Bestimmungs- und Verabredungsmensuren ab. Er bekannte sich aber zum Grundsatz der unbedingten Satisfaktion. Die Geschäfte des Verbandes wurden durch einen Vorort geführt, dessen Vorsitz alle zwei Jahre wechselte.
Hervorgegangen ist der Verband aus dem am 2. August 1920 gegründeten Kartell zwischen der Akademischen Sport-Verbindung (ASpV) Hannover und der ASpV Alemannia Danzig. Nach dem Beitritt der ASpV Marburg nahm der Zusammenschluss den Namen Kartell der Akademischen Sport-Verbindungen an. Weitere Beitritte folgten am 28. Februar 1926 durch den 1893 gegründeten Wiener Akademischen Sport-Verein und am 31. Juli 1926 durch die ASpV Borussia Berlin und die ASpV Masovia Danzig. Unter dem gleichen Datum wurde der Name in Verband der Akademischen Sport-Verbindungen geändert. Der Gründungsbund in Hannover schied im Wintersemester 1927/28 aus und fusionierte mit dem ATB Nordmark. Dafür trat dem Verband 1929 noch die ASpV Berlin bei. Zur ASpV Königsberg und ASpV Ostpreußen Königsberg bestand 1930 ein Verkehrsverhältnis.
Am 27. Februar 1927 erfolgte auf dem Berliner Waffenstudententag die Aufnahme in den Allgemeinen Deutschen Waffenring. Seit Juli 1930 gehörte der Verband der Akademischen Sport-Verbindungen auch dem Erlanger Verbände- und Ehrenabkommen an. Im November 1933 ging der VASpV im Akademischen Turnbund auf.